# 寧城君
寧城君（영성군，1607年1月21日（宣祖三十九年十二月二十四）—1649年10月24日（仁祖二十七年九月十九））是朝鮮王朝時代的王族，諱李㻑（이계）。

## 生平
他是朝鮮宣祖與溫嬪韓氏之子，後娶黃履中（韓語：황이중）女為妻。
史載寧城君個性較差，包括縱容家奴進入牢獄指使囚徒及羞辱官員，又稱病藉故不參與仁穆王后的祭典，故仁祖曾罷免他的職務，惟後來又復職。
仁祖二十七年（1649年），寧城君逝世，朝廷暫停朝市三天，英祖二十二年（1746年）贈諡為孝景（韓語：효경）。

## 家族關係
- 父親：朝鮮宣祖李昖
- 母親：溫嬪清州韓氏，韓士亨女
- 正室：檜山郡夫人黃氏，黃履中女
  - 長子：檜原君（朝鲜语：회원군）李倫
  - 長女：適李養源
  - 次女：適洪受範
- 妾：不詳
  - 庶子：檜川都正李僎